# Alfonso Téllez Girón (hijo de Juan Pacheco)

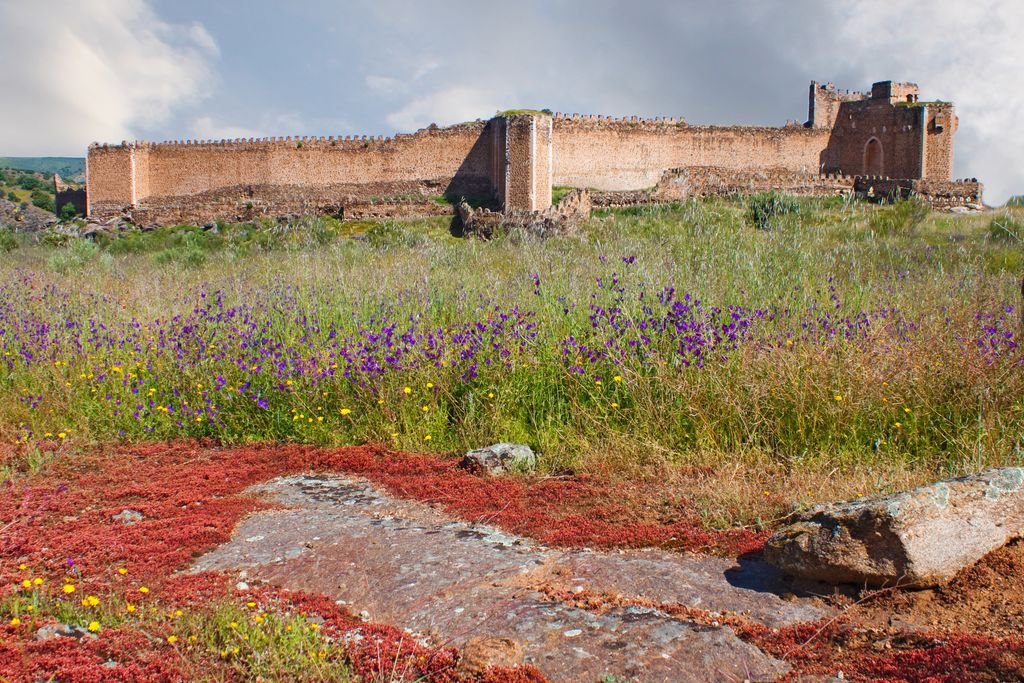
Castillo de La Puebla de Montalbán.

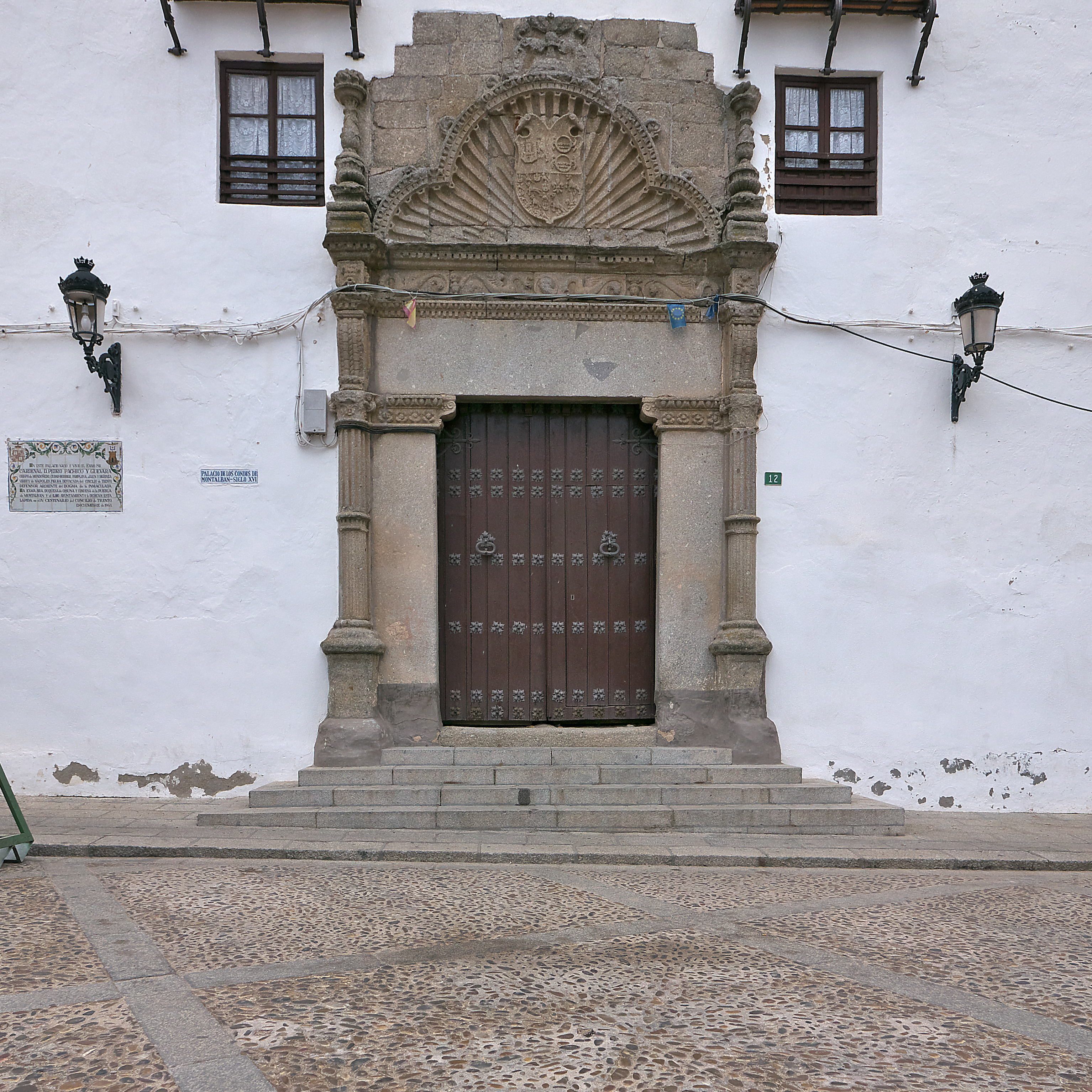
Palacio de La Puebla de Montalbán.

Alfonso Téllez Girón (m. 1527), II señor de La Puebla de Montalbán y de su castillo.

## Biografía
Era el menor de los tres hijos varones de Juan Fernández Pacheco y Téllez Girón, I duque de Escalona, I marqués de Villena, I conde de Xiquena, maestre de la Orden de Santiago, y de su segunda esposa María Portocarrero Enríquez.
Heredó un mayorazgo formado por su padre expresamente para él y sus sucesores y compuesto por la villa y fortaleza de La Puebla de Montalbán, las casas principales y otras menores de la ciudad de Toledo, Menosalbas y San Felices de los Gallegos. Su hermano mayor era Diego López Pacheco y Portocarrero.
Fue comendador de Uclés (1469-1480) y de Medina de las Torres (1496-1503), en la Orden de Santiago, y miembro del Consejo Real con Carlos I.
Casó con María Vélez de Guevara, con la que fue padre de numerosos hijos entre los que destacan:
- Juan Pacheco, el primogénito, que murió antes que su padre, heredando finalmente el señorío de Montalbán su hijo Alonso Téllez-Girón y Chacón. Sus sucesores en el señorío, ostentarían desde 1573 el título de condes de La Puebla de Montalbán, y desde Manuel Gaspar Gómez de Sandoval Téllez-Girón, también el de duques de Uceda.
- el cardenal Pedro Pacheco de Villena o Pedro Pacheco Ladrón de Guevara;
- Alfonso Téllez-Girón, caballero de la Orden de Calatrava, comendador de Villafranca y Ximena, tesorero de la orden.
- Francisca de Guevara y Girón, de quien descienden los sucesivos condes de Casarrubios del Monte, uno de los títulos actualmente en posesión del duque de Alba.
- Sancha Pacheco, que casó con Alonso Carrillo de Toledo, VII señor de las Villas de Pinto y Caracena
- Ana Girón, que casa con Juan de Ayala, IV señor de Cebolla y Villalba y I señor de Mejorada, Cervera y Segurilla.

Otras hijas como Marina de Guevara y Isabel Pacheco, fueron monjas mientras que Diego Pacheco Girón, el hijo de menor edad perteneció a una orden militar.
Su descendencia directa aunó, en la figura de Diego Fernández de Velasco, los títulos de duque de Escalona, duque de Frías y marqués de Villena. Esta línea de sucesión también había recibido varias generaciones atrás el título de duque de Uceda.